# 켄 두켄
켄 두켄(독일어: Ken Duken, 1979년 4월 17일 ~ )은 독일의 배우이다.

## 출연 작품
- 더 테러 베를린 (2017)
- 더 라이온 걸 (2016)
- 스텝 업 (2015)
- 뮬러 부인을 조심해 (2015)
- 커밍 인 (2014)
- 노스맨:바이킹과늑대군단 (2014)
- 로빈 후드 (2013)
- 뱅크레이디 (2013)
- 포이즈너즈 (2013)
- 투 라이브즈 (2012)
- 온 더 인사이드 (2011)
- 마이 라스트 데이 위드아웃 유 (2011)
- 샬레이걸 (2011)
- 라코니아 (2010)
- 디스턴스 (2009)
- 파이어 : 테러와의 전쟁 (2009)
- 바스터즈: 거친 녀석들 (2009)
- 레졸루션 819 (2008)
- 막스 마누스: 맨 오브 워 (2008)
- 아이히만 (2007)
- 오프사이드 (2005)
- 대디 (2003)